# عش البلبل (فلم)
عش البلبل فيلم مصري من إنتاج عام 2013.

## قصة الفيلم
تدور أحداث الفيلم في إطار كوميدي اجتماعي حيث سائق التاكسي (سعد الصغير) الذي يحلم بتحقيق أمنيته الوحيدة في أن يصبح مطرب شعبي مشهور. ويجد نفسه في مقابل ذلك يتطرق إلى حياة العوالم والراقصات ومشاكلهن حيث يتعرف على الراقصة (دينا) التي تساعده في صعود سلم المجد خطوة بخطوة ويتعرض لحرب شرسة من المنافسين له.

## طاقم التمثيل
- كريم محمود عبد العزيز: (بلبل)
- مي سليم: (سكر)
- سعد الصغير: (توتي)
- دينا: (تغريد)
- محمود الليثي: (الليثي)
- بوسي: (رقة)
- بدرية طلبة: (عزيزة)
- مروة عبد المنعم: (أميرة)
- عمرو عبد العزيز: (أيم)
- محمد الجوهري: (الركيب)
- غسان مطر: (الشيطان)
- ماهر عصام: (باسم)

## فريق العمل
- إخراج: حسام الجوهري
- إنتاج: السبكي للإنتاج والتوزيع السينمائي (أحمد السبكي)
- توزيع: السبكي للإنتاج والتوزيع السينمائي (أحمد السبكي)
- تأليف: سيد السبكي
- مونتاج: محمد عباس
- موسيقى تصويرية: شادي محسن، شريف الوسيمي
- مدير التصوير: إيهاب طاهر

## وصلات خارجية
- مقالات تستعمل روابط فنية بلا صلة مع ويكي بيانات
- صفحة الفيلم في قاعدة بيانات الأفلام العربية